# Sfântul Ulrich
Sfântul Ulrich (n. 890 d.Hr., Wittislingen, Bavaria, Germania – d. 4 iulie 973 d.Hr., Augsburg, Sfântul Imperiu Roman) a fost episcop de Augsburg în timpul Bătăliei de la Lechfeld.